# Hong Qin Lin
 (octobre 2021).
Hong Qin Lin (Lín Hóngqīn, 林宏欽) est un astronome taïwanais.

## Biographie
Il fut étudiant de l'Institut d'Astronomie de Taïwan, où il a effectué une thèse sur l'amas stellaire M44.
Le Centre des planètes mineures le crédite de la découverte de quatre-vingt-sept astéroïdes sous le nom H.-C. Lin, découvertes effectuées entre 2006 et 2008, toutes avec la collaboration de Ye Quan-Zhi.
| (145523) Lulin           | 7 mars 2006       |
| (145546) Suiqizhong      | 25 mai 2006       |
| (147918) Chiayi          | 25 octobre 2006   |
| (160493) Nantou          | 6 février 2007    |
| (168234) Hsi Ching       | 25 mai 2006       |
| (171381) Taipei          | 22 juillet 2006   |
| (172989) Xuliyang        | 25 mai 2006       |
| (175410) Tsayweanshun    | 12 août 2006      |
| (175411) Yilan           | 12 août 2006      |
| (175450) Phillipklu      | 27 août 2006      |
| (175451) Linchisheng     | 27 août 2006      |
| (175452) Chenggong       | 27 août 2006      |
| (177967) Chouchihkang    | 15 août 2006      |
| (181569) Leetyphoon      | 9 novembre 2006   |
| (185364) Sunweihsin      | 12 novembre 2006  |
| (185577) Hhaihao         | 28 janvier 2008   |
| (204710) Gaoxing         | 1er avril 2006    |
| (204711) Luojialun       | 1er avril 2006    |
| (207603) Liuchaohan      | 27 août 2006      |
| (207717) Sa'a            | 11 septembre 2007 |
| (210035) Jungli          | 18 juillet 2006   |
| (210434) Fungyuancheng   | 20 décembre 2008  |
| (216343) Wenchang        | 28 novembre 2007  |
| (224888) Cochingchu      | 5 février 2007    |
| (231346) Taofanlin       | 10 mars 2006      |
| (236484) Luchijen        | 28 mars 2006      |
| (236683) Hujingyao       | 28 août 2006      |
| (239071) Penghu          | 1er avril 2006    |
| (241113) Zhongda         | 21 juillet 2007   |
| (246247) Sheldoncooper   | 20 septembre 2007 |
| (256698) Zhuzhixin       | 7 janvier 2008    |
| (256699) Poudai          | 7 janvier 2008    |
| (261936) Liulin          | 19 juillet 2006   |
| (273836) Hoijyusek       | 13 avril 2007     |
| (273936) Tangjingchuan   | 9 mai 2007        |
| (278384) Mudanjiang      | 24 juin 2007      |
| (281068) Chipolin        | 18 juillet 2006   |
| (291633) Heyun           | 19 avril 2006     |
| (291849) Orchestralondon | 18 juillet 2006   |
| (300150) Lantan          | 12 novembre 2006  |
| (300286) Zintun          | 21 juillet 2007   |
| (300300) TAM             | 6 août 2007       |
| (304826) Kini            | 5 septembre 2007  |
| (335799) Zonglü          | 19 avril 2007     |
| (361193) Cheungtaklung   | 29 août 2006      |
| (375043) Zengweizhou     | 11 mai 2007       |
| (428259) Laphil          | 5 février 2007    |
| (432101) Ngari           | 14 janvier 2009   |
| (461981) Chuyouhua       | 12 novembre 2006  |
| (498797) Linshiawshin    | 23 octobre 2008   |
| (526460) Ceciliakoocen   | 28 août 2006      |
| (596996) Suhantzong      | 27 août 2006      |
| (597148) Chungmingshan   | 14 octobre 2006   |
| (603200) Yuchichung      | 5 juillet 2006    |